# Il giglio nero (film)
Il giglio nero (The Bad Seed) è un film del 1956 diretto da Mervyn LeRoy.
La trama del film è tratta dall'opera teatrale The Bad Seed di Maxwell Anderson, che a sua volta è stata ispirata dall'omonimo romanzo di William March, tradotto in italiano nel 1956 come Il seme cattivo.

## Trama
Christine Penmark è una donna pienamente soddisfatta dalla vita: ha un marito che ama e una deliziosa figlia di nome Rhoda, che tutti le invidiano. Rhoda è una bambina a modo, molto esigente da sé stessa e dagli altri. La piccola però serba rancore per l'assegnazione della medaglia d'oro di primo della classe al compagno di scuola Claude anziché a lei.
Durante l'annuale festa campestre della scuola, Claude cade dal pontile della baia e annega. Ripescato, il bambino riporta dei segni a forma di mezzaluna sulla fronte e sulle mani, e la medaglia che portava al collo è scomparsa. Inoltre, alcuni bambini dichiarano di aver visto Rhoda rincorrere Claude per prendergli la medaglia, e ci si accerta che sia stata lei l'ultima persona ad aver visto Claude vivo.
Tornata a casa, Rhoda dimostra di non essere per nulla scossa dall'accaduto, e anzi, afferma di averlo trovato emozionante. Frugando nel cassettino dei gioielli della bambina, Christine trova la medaglia; interrogata sul perché l'avesse lei, Rhoda afferma che Claude le ha permesso di tenerla per un giorno in cambio di 50 cent., e dice di non aver detto niente a nessuno per paura; Christine, seppur a stento, decide di crederle.
Ma Leroy, il servo della famiglia, intuisce che Rhoda è coinvolta direttamente nella vicenda, glielo legge negli occhi, capisce che entrambi sono fatti della stessa pasta. L'uomo gioca la carta dell'astuzia, le dice che lui sa che è lei l'autrice del delitto, e che la polizia, aiutata dai cani da fiuto, scoprirà che il bastone prontamente lavato che troveranno vicino al pontile è quello che lei ha usato per uccidere il compagno. A queste parole Rhoda risponde con indifferenza, asserendo che si tratta di un mucchio di fantasie. Ma quando l'uomo le dice anche che il sangue che troveranno sul bastone non si può lavare, la bambina ha un sussulto.
La sera, parlando col padre criminologo e con l'amico scrittore Reginald, Christine chiede se la delinquenza infantile sia causata dal tipo di ambiente circostante. Il criminologo risponde che i delitti minorili provengono da bambini di qualunque strato sociale e da ogni tipo di ambiente, e che si è riscontrato piuttosto essere una condizione ereditaria, di bambini nati ciechi a qualsiasi tipo di rimorso e privi di pietà, trattandosi quindi di cattivi semi, di gigli neri. Come la famosa criminale Bessie Denker, la quale iniziò una serie di efferati delitti all'età di 10 anni, e che scomparve misteriosamente lasciando una figlia sola. In seguito, turbata, racconta al padre di aver sempre pensato di essere stata adottata, e di fare il sogno ricorrente di lei bambina scappata di casa, con una voce che chiamava una certa Ingold Denker. Non potendo più mentire alla figlia, il padre le confessa di averla adottata, e che lei è in realtà la figlia della criminale Bessie.
La sera stessa, dopo cena, Rhoda si aggira furtivamente in casa con un sacchetto in mano, diretta alla fornace; Christine se ne accorge, la ferma, e le strappa il sacchetto di mano, da cui cadono le scarpette col tacco di ferro della bambina. A questo punto Rhoda confessa: racconta di essere stata lei a colpire Claude con la suola delle scarpe per potergli prendere la medaglia; prima sulla fronte, poi, quando egli tentava di risalire sul pontile, sulle mani. In preda al terrore, Christine decide di difendere la figlia, consentendole di bruciare le scarpe e distruggendo così le prove.
L'indomani, Leroy stuzzica ancora Rhoda, dicendole di aver capito che per colpire Claude in realtà ha usato le scarpe con la suola di ferro, che indossava sempre e che stranamente non aveva più messo dal loro precedente incontro. Rhoda risponde di averle bruciate nella fornace. Alla dichiarazione di Leroy di essere in possesso delle scarpette, riprese prontamente dalla fornace e nascoste, Rhoda reagisce con agitazione e le richiede indietro con veemenza. A questo punto, data la reazione della bambina, Leroy, che in realtà era ignaro, viene a conoscenza della verità. Apre la fornace e incredulo vi trova i ferretti delle scarpe.
Poco più tardi Rhoda prende dei fiammiferi, appicca un incendio nello scantinato in cui si trova Leroy e lo chiude dentro. La bambina rientra tranquillamente in casa e mentre si odono le urla d'aiuto dell'uomo, lei suona felicemente il piano. I vicini riescono a liberare Leroy dalle fiamme, ma le gravissime ustioni ne provocano la morte.
Dopo l'ennesima prova di spietatezza da parte della figlia, Christine, distrutta dalla consapevolezza di esserne la concausa, e di essere inoltre l'anello di congiunzione di questo cattivo seme, decide di porre fine alla vita di entrambe. Dopo aver detto di aver gettato la medaglia nella baia, somministra a Rhoda una dose eccessiva di sonniferi, mentre lei si spara in testa. Rhoda riesce a salvarsi, mentre Christine rimane in coma.
La notte, Rhoda, di nascosto esce di casa e si dirige alla baia. Sul pontile prende un retino per cercare di ripescare la medaglia, ma nello stesso momento un fulmine colpisce il pontile, polverizzandolo e facendolo crollare in acqua. Christine si riprende.

## Curiosità
Alla fine del film, i protagonisti vengono presentati in stile teatrale dalla voce narrante; il tutto si conclude con Nancy Kelly che sculaccia Patty McCormack.

## Censura
Nonostante il romanzo finisca con la morte di Christine e la sopravvivenza della crudele Rhoda, il codice Hays in uso proibiva l'uso di un finale in cui si mostrasse che il crimine paga. Il finale del film presenta perciò un finale opposto, con Christine che si salva e Rhoda che muore.

## Restrizioni
In Italia la visione nelle sale venne vietata ai minori di 16 anni. Solo nel 1997 venne ammessa la visione senza limiti di età.

## Riconoscimenti
- 1957 - Premio Oscar
  - Nomination per la Miglior attrice protagonista a Nancy Kelly
  - Nomination per la Miglior attrice non protagonista a Eileen Heckart
  - Nomination per la Miglior attrice non protagonista a Patty McCormack
  - Nomination per la Migliore fotografia a Harold Rosson
- 1957 - Golden Globe
  - Miglior attrice non protagonista a Eileen Heckart
  - Nomination per la  Miglior attrice non protagonista a Patty McCormack